# 리스테크
리스테크(Lithtech)는 모노리스 프로덕션스에서 개발한 게임 엔진이다.

## 개발된 게임들
다음은 리스테크 엔진으로 제작된 컴퓨·비디오 게임의 목록이다. 모노리스 프로덕션스에서 제작되지 않은 게임도 포함된다.

### 1.0
- 쇼고: 이동전투단 - 모노리스 프로덕션스 (1998)
- 블러드 II: 선택된 자 - 모노리스 프로덕션스 (1998)

### 1.5
- 마이트 앤 매직 IX - 뉴 월드 컴퓨팅 (2002)

### 2.0/2.2
- 노 원 리브스 포에버 - 모노리스 프로덕션스 (2000)
- Sanity: Aiken's Artifact - 모노리스 프로덕션스 (2000)
- 키스: 사이코 서커스: 더 나이트메어 차일드 - 서드 로우 익터렉티브 (2000)
- 레전드 오브 마이트 앤 매직 - 뉴 월드 컴퓨팅 (2001)
- 다이 하드: 나카토미 플라자 - 피란하 게임스 (2002)

### 리얼아케이드 리스테크/리스테크 ESD
- 텍스 아토믹스 빅 봇 배틀스 - 모노리스 프로덕션스 (2001)
- 슈퍼 버블 팝 - 좀비 (2001)

### 2.4
- MTH 레일킹 모델 레일로드 시뮬레이터 - 인카골드 (2001)
- 글로벌 오퍼레이션스 - 바킹 독 스튜디어스 (락스타 벤쿠버로 잘 알려져 있음) (2002)

### 탈론
- 에일리언 vs 프레데터 2 - 모노리스 프로덕션스 and 서드 로우 익터렉티브 (2001)
- 퍼지 - Tri-Synergy (2002)
- 마이트 앤 매직 IX (a.k.a Might and Magic IX: Writ of Fate) - 뉴 월드 컴퓨팅 (2002)
- 웨스턴 아웃로우: 윈티드 데드 오어 얼라이브[1] - 지하드 게임스 (2002)
- 니나: 에이전트 크로니클스 - 시티 인터렉티브 (2003)
- CTU: 마린 샤프슈터스 - 지하드 게임스 (2003)
- 마린 샤프슈터스 II: 정글 워페어 - 지하드 게임스 (2004)
- MARCH!: 오프월드 리콘 - 부카 엔터테인먼트 (2004)

### 주피터
- 노 원 리브스 포에버 2: A 스파이 인 H.A.R.M.즈 웨이 - 모노리스 프로덕션스 (2002)
- Rubies of Eventide - 사이버 워리어 (현재 멘모사인) (2002)
- 스나이퍼: 패스 오브 벤게언스 - 시캣 인터렉티브 (2002)
- 컨트렉트 J.A.C.K. - 모노리스 프로덕션스 (2003)
- 갓스 앤드 제너럴스 - 애니비전 (2003)
- 미스테리어스 저니 2: 카멜레온 - 데타리온 (2003)
- 트론 2.0 (리스테크 트리톤) - 모노리스 프로덕션스 (2003)
- 몹 인포서 - 터치다운 엔터테인먼트 (2004)
- 센티널: 디스텐던츠 인 타임 - 데타리온 (2004)
- 월드 워2: 스나이퍼 - 콜 오브 빅토리 - 지하드 게임스 (2005)
- 아미 레인저: 모가디슈 - 지하드 게임스 (2005)
- 서든어택 - 게임하이 (2005)
- 페이스 오브 맨카인드 - 듀플렉스 시스템스 (2006)
- 테라워즈: 뉴욕 인베이션 - 레이디덕 디지털 미디어 (2006)
- 크로스파이어 - 스마일게이트 (2007)
- 컴뱃 암스 - 두빅 스튜디오 (2008)

### 디스커버리
- 매트릭스 온라인 - 모노리스 프로덕션스 (2005)

### 리스테크 엔진과 서드 파티 개조
- 엘리트 포스: WWII 노르망디 - 서드 로우 익터렉티브 (2001)
- WWII: 아이오 섬 - 서드 로우 익터렉티브 (2001)

### 버전 불명
- 베트남: 블랙 옵스 - 퓨즈드 소프트웨어 (2000)
- 베트남 2: 스페셜 어사인멘트 - 싱글 셸 소프트웨어 (2001)
- 크라이시스 팀: 앰블런스 드라이버 - 안티토드 엔터테인먼트 (2001)
- 알카트라즈: 프리즌 이스케이프 - 좀비 (2001)
- 엘리트 포스: 네이비 씰 - 지하드 게임스 (2002)
- 네이비 씰: 웨폰 오브 매스 디스트럭션 - 자해드 게임스 (2003)
- 아서스 퀘스트: 배틀 포 더 킹덤 - 3LV 게임스 (2003)
- 히트 프로젝트 - 두빅 (2003)
- 울프팀 - 소프트닉스 (2007)